# Forseti
Forseti (nòrdic antic "el que presideix", actualment "president" en islandès modern i feroès) és el déu de la justícia, la pau i la veritat en la mitologia nòrdica. És el fill Balder i Nanna. La seva llar era Glitnir, que significa brillant, referint-se al sostre argentat del vestíbul i els seus pilars daurats dels quals irradiaven llum que podia ser vista des d'una gran distància.
Forseti era considerat el més savi i eloqüent dels déus de Asgard. En contrast amb el seu déu company Tyr, que presidia els sagnants assumptes de la llei carnal, Forseti presidia les disputes resolent-les mitjançant la mediació. S'asseia en el seu vestíbul, dispensant justícia a aquells que la buscaven, i era dit que sempre podia proveir una solució que totes les parts consideressin justa. Forseti era tan respectat que només els més solemnes juraments era pronunciats en nom seu.
No és esmentat com un combatent al Ragnarok, així que s'assumeix que com déu de la pau es va abstenir de la batalla.